# Medianeira
Medianeira è un comune del Brasile nello Stato del Paraná, parte della mesoregione dell'Oeste Paranaense e della microregione di Foz do Iguaçu.